# Gérard Leman

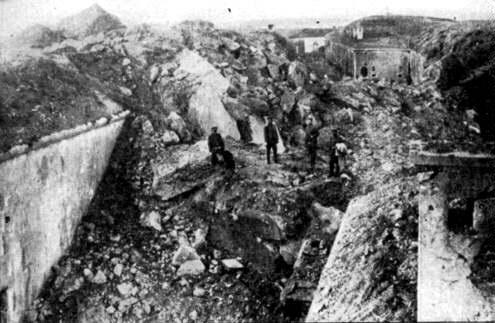
Het fort van Loncin na de Duitse beschieting

Gérard Mathieu Joseph Georges Leman (Luik, 8 januari 1851 – aldaar, 17 oktober 1920) was een Belgische generaal.

## Levensloop
In de vooroorlogse periode was hij verantwoordelijk voor de militaire opleiding van koning Albert I. Tijdens de Eerste Wereldoorlog voerde hij het bevel over de Forten rond Luik. Leman was vastbesloten de Duitse opmars die zo belangrijk was voor het slagen van het Schlieffenplan zo veel mogelijk te vertragen.
Hij zette meer dan 18.000 arbeiders uit het Luikse in om verdedigingswerken aan te leggen. Tijdens een bezoek van een Belgisch minister aan de stad kreeg Leman van hem te horen dat de neutraliteit van België hierdoor in het gedrang zou komen. Leman was niet onder de indruk en zei dat België hem op zijn knieën zou bedanken als de oorlog zou uitbreken en als de oorlog er niet kwam ze hem zijn generaalssterren mochten afnemen.
Pas toen de Duitsers van 5 tot 16 augustus 1914 de Dikke Bertha tegen de forten inzetten werden ze uitgeschakeld en generaal Leman gevangengenomen. Hij werd gewond en bewusteloos van onder het puin van het Fort van Loncin gehaald en door kapitein (later generaal-majoor) Ernst Gruson gearresteerd. Leman stond erop dat het rapport vermeldde dat hij zich niet had overgegeven, maar bewusteloos was bij de gevangenneming.
Hij werd gevangen gezet in de citadel van Maagdenburg waar een van zijn tenen werd geamputeerd; op 7 april 1915 werd hij overgebracht naar het kamp van Blankenburg im Mark. Vanwege zijn instabiele gezondheid waren de Duitsers bereid hem onvoorwaardelijk vrij te laten. Eind 1917 verleende koning Albert hem toestemming dat te aanvaarden. Op 19 december 1917 kwam hij aan in het neutrale Zwitserse Bazel en op 1 februari 1918 werd hij met groot eerbetoon in Parijs ontvangen. Hij vestigde zich in de nabijheid van Le Havre. Bij zijn terugkeer in België werd hij onthaald als een held en werd hij in de adelstand verheven. Hij overleed aan longontsteking op 17 oktober 1920.
Voor zijn opmerkelijke prestaties heeft hij verschillende belangrijke nationale en internationale onderscheidingen gekregen waaronder de Orde van de Dubbele draak, Medaille van Luik, Herinneringsmedaille 1870-1871, Herinneringsmedaille van de Veldtocht 1914-1918, Overwinningsmedaille (België), Regeringsmedaille van Koning Leopold II, Orde voor militaire Verdienste (Spanje) en vele andere (zie infobox).